# Parastrangalis houhensis
Parastrangalis houhensis là một loài bọ cánh cứng trong họ Cerambycidae.